# Détroit Anglais
Le détroit Anglais (en anglais : English Strait) est un détroit séparant l'île Robert et l'île Greenwich dans les îles Shetland du Sud, en Antarctique.